# 马戏团的巡演
《马戏团的巡演》（法語：Parade de cirque）是法国画家乔治·修拉的一幅油画，绘于1887-1888年，新印象主义风格。1888年在巴黎独立沙龙首次展出。这幅画描绘马戏团在巴黎民族广场（Place de la Nation）巡演。这是画家首次描绘夜间场景的作品，以及第一幅流行娱乐绘画。这幅画是修拉最重要的作品之一。
现藏于纽约大都会艺术博物馆。